# Armand de Vannes
Pour les articles homonymes, voir Armand.
Armand de Vannes ou saint Armand ou saint Amand ou saint Aman, est le cinquième évêque du diocèse de Vannes. Il est fêté le 13 septembre.

## Son culte en Bretagne
La chapelle Saint-Amand, en Saint-Nolff, lui est dédiée

## Source
- Liste officielle des prélats du diocèse de Vannes de l'Église catholique : Liste chronologique des évêques de Vannes.